# Papirs del Nou Testament
Un Papir del Nou Testament, és una còpia antiga d'una part del Nou Testament, escrita a mà sobre papir. Fins ara, han estat reconeguts més de cent vint papirs considerats com els testimonis més antics del text original del Nou Testament.
Aquesta llista de manuscrits, es va iniciar al segle XX i fou presentada per primera vegada per Caspar René Gregory, que assignar als papirs la lletra gòtica {\displaystyle {\mathfrak {P}}} seguida d'un nombre superíndex. Abans del 1900, només eren coneguts 9 manuscrits papiracis, i només un, havia estat citat per la crítica moderna, concretament el Papir 11 esmentat per Konstantin von Tischendorf.
El papir més antic, datat abans de l'any 90 és un extracte de l'Evangeli de Marc, descobert el 2012 en una màscara de mòmia egípcia.

## Llista dels papirs del Nou Testament
- La numeració dels papirs (P) són segons el sistema estàndard de Gregory-Aland.
- Les dates s'estimen en un marge d'error de 50 anys.
- Molts dels papirs són petits fragments, no capítols sencers.

| Els manuscrits ombrejats en beix formen part dels Papirs d'Oxirrinc     |
| Els manuscrits ombrejats en cian formen part dels Papirs Bodmer         |
| Els manuscrits ombrejats en rosa formen part dels Papirs Chester Beatty |

| Nom                                                       | Data    | Contingut | Institució                                                                                         | Ref #                                       | Població                        | Nació                 |
| --------------------------------------------------------- | ------- | --- | -------------------------------------------------------------------------------------------------- | ------------------------------------------- | ------------------------------- | --------------------- |
| {\displaystyle {\mathfrak {P}}^{1}}                       | 250     | Evangeli segons Mateu 1                                                                                      | Universitat de Pennsilvània                                                                        | Papirs d'Oxirrinc 2; E 2746                 | Filadèlfia Pennsilvània         | Estats Units          |
| {\displaystyle {\mathfrak {P}}^{2}}                       | 550     | Evangeli segons Joan 12                                                                                      | Museu egipci de Florència                                                                          | Inv. 7134                                   | Florència                       | Itàlia                |
| {\displaystyle {\mathfrak {P}}^{3}}                       | 600     | Evangeli segons Lluc 7,10                                                                                    | Biblioteca Nacional d'Àustria                                                                      | Pap. G. 2323                                | Viena                           | Àustria               |
| {\displaystyle {\mathfrak {P}}^{4}}                       | 250     | Evangeli segons Lluc 1-6                                                                                     | Biblioteca Nacional de França                                                                      | Suppl. Gr. 1120                             | París                           | França                |
| {\displaystyle {\mathfrak {P}}^{5}}                       | 250     | Evangeli segons Joan 1,16,20                                                                                 | British Library                                                                                    | Papirs d'Oxirrinc 208. 1781; Inv. 782. 2484 | Londres                         | Gran Bretanya         |
| {\displaystyle {\mathfrak {P}}^{6}}                       | 350     | Evangeli segons Joan 10,11                                                                                   | Biblioteca Nacional i Universitària d'Estrasburg                                                   | Pap. copt. 379. 381. 382. 384               | Estrasburg                      | França                |
| {\displaystyle {\mathfrak {P}}^{7}}                       | 300(?)  | Evangeli segons Lluc 4                                                                                       | Biblioteca nacional Vernadsky d'Ucraïna                                                            | Petrov 553                                  | Kíev                            | Ucraïna               |
| {\displaystyle {\mathfrak {P}}^{8}}                       | 350     | Fets dels apòstols 4-6                                                                                       | Museu Staatliche de Berlin                                                                         | Inv. 8683                                   | Berlín                          | Alemanya              |
| {\displaystyle {\mathfrak {P}}^{9}}                       | 250     | Evangeli segons Joan 4                                                                                       | Biblioteca Houghton, Harvard                                                                       | Papirs d'Oxirrinc 402; Inv. 3736            | Cambridge Massachusetts         | Estats Units          |
| {\displaystyle {\mathfrak {P}}^{10}}                      | 350     | Epístola als romans 1                                                                                        | Biblioteca Houghton, Harvard                                                                       | P. Oxi. 209; Inv. 2218                      | Cambridge Massachusetts         | Estats Units          |
| {\displaystyle {\mathfrak {P}}^{11}}                      | 550     | Primera Epístola als Corintis 1-7                                                                            | Biblioteca Nacional de Rússia                                                                      | Gr. 258A                                    | Sant Petersburg                 | Rússia                |
| {\displaystyle {\mathfrak {P}}^{12}}                      | 250     | Epístola als Hebreus 1                                                                                       | Pierpont Morgan Library                                                                            | Pap. Gr. 3; P. Amherst 3b                   | Nova York                       | Estats Units          |
| {\displaystyle {\mathfrak {P}}^{13}}                      | 250     | Epístola als Hebreus 2-5,10-12                                                                               | British Library Museu d'Antiguitats Egípcies                                                       | P. Oxi. 657; Inv. 1532 v PSI 1292           | Londres Florència               | Gran Bretanya Itàlia  |
| {\displaystyle {\mathfrak {P}}^{14}}                      | 450     | 1 Corintis 1-3                                                                                               | Monestir de Santa Caterina del Sinaí                                                               | 14                                          | Sinaí                           | Egipte                |
| {\displaystyle {\mathfrak {P}}^{15}}                      | 250     | 1 Corintis 7-8                                                                                               | Museu d'Antiguitats Egípcies                                                                       | P. Oxi. 1008; JE 47423                      | El Caire                        | Egipte                |
| {\displaystyle {\mathfrak {P}}^{16}}                      | 300     | Epístola als Filipencs 3-4                                                                                   | Museu d'Antiguitats Egípcies                                                                       | P. Oxi. 1009; JE 47424                      | El Caire                        | Egipte                |
| {\displaystyle {\mathfrak {P}}^{17}}                      | 350     | Epístola als Hebreus 9                                                                                       | Biblioteca de la Universitat de Cambridge                                                          | P. Oxi. 1078; Add. 5893                     | Cambridge                       | Gran Bretanya         |
| {\displaystyle {\mathfrak {P}}^{18}}                      | 300     | Apocalipsi 1                                                                                                 | British Library                                                                                    | P. Oxi. 1079; Inv. 2053v                    | Londres                         | Gran Bretanya         |
| {\displaystyle {\mathfrak {P}}^{19}}                      | 400     | Evangeli segons Mateu 10-11                                                                                  | Bodleian Library                                                                                   | P. Oxi. 1170; Gr. bibl. d. 6 (P)            | Oxford                          | Gran Bretanya         |
| {\displaystyle {\mathfrak {P}}^{20}}                      | 250     | Epístola de Jaume 2-3                                                                                        | Universitat de Princeton                                                                           | P. Oxi. 1171; AM 4117                       | Princeton New Jersey            | Estats Units          |
| {\displaystyle {\mathfrak {P}}^{21}}                      | 400     | Evangeli segons Mateu 12                                                                                     | Muhlenberg College                                                                                 | P. Oxi. 1227; Theol. Pap. 3                 | Allentown Pennsilvània          | Estats Units          |
| {\displaystyle {\mathfrak {P}}^{22}}                      | 250     | Evangeli segons Joan 15-16                                                                                   | Biblioteca de la Universitat de Glasgow                                                            | P. Oxi. 1228; MS 2-X.I                      | Glasgow                         | Gran Bretanya         |
| {\displaystyle {\mathfrak {P}}^{23}}                      | 250     | Epístola de Jaume 1                                                                                          | Universitat d'Illinois                                                                             | P. Oxi. 1229; G. P. 1229                    | Urbana (Illinois)               | Estats Units          |
| {\displaystyle {\mathfrak {P}}^{24}}                      | 350     | Apocalipsi 5-6                                                                                               | Franklin Trask Library Andover Newton Theological School                                           | P. Oxi. 1230; OP 1230                       | Newton Massachusetts            | Estats Units          |
| {\displaystyle {\mathfrak {P}}^{25}}                      | 350     | Evangeli segons Mateu 18-19                                                                                  | Staatliche Museen                                                                                  | Inv. 16388                                  | Berlín                          | Alemanya              |
| {\displaystyle {\mathfrak {P}}^{26}}                      | 600     | Epístola als Romans 1                                                                                        | (Joseph S) Bridwell Library Universitat Metodista del Sud                                          | P. Oxi. 1354                                | Dallas (Texas)                  | Estats Units          |
| {\displaystyle {\mathfrak {P}}^{27}}                      | 250     | Epístola als Romans 8-9                                                                                      | Universitat de Cambridge                                                                           | P. Oxi. 1355; Add. 7211                     | Cambridge                       | Gran Bretanya         |
| {\displaystyle {\mathfrak {P}}^{28}}                      | 250     | Evangeli segons Joan 6                                                                                       | Palestine Institute Museum Pacific School of Religion                                              | P. Oxi. 1596; Pap. 2                        | Berkeley Califòrnia             | Estats Units          |
| {\displaystyle {\mathfrak {P}}^{29}}                      | 250     | Fets dels apòstols 26                                                                                        | Bodleian Library                                                                                   | P. Oxi. 1597; Gr. bibl. g. 4 (P)            | Oxford                          | Gran Bretanya         |
| {\displaystyle {\mathfrak {P}}^{30}}                      | 250     | 1 Tessalonicencs 4-5; 2 Tessalonicencs 1                                                                     | Biblioteca de la Universitat de Gant                                                               | P. Oxi. 1598; Inv. 61                       | Gant                            | Bèlgica               |
| {\displaystyle {\mathfrak {P}}^{31}}                      | 650     | Epístola als Romans 12                                                                                       | Biblioteca de la Universitat John Rylands                                                          | P. Ryl. 4; Gr. P. 4                         | Manchester                      | Gran Bretanya         |
| {\displaystyle {\mathfrak {P}}^{32}}                      | 200     | Epístola a Titus 1-2                                                                                         | Biblioteca de la Universitat John Rylands                                                          | P. Ryl. 5; G. P. 5                          | Manchester                      | Gran Bretanya         |
| {\displaystyle {\mathfrak {P}}^{33}}                      | 550     | Fets dels apòstols 7,15                                                                                      | Biblioteca Nacional d'Àustria                                                                      | Pap. G. 17973, 26133, 35831, 39783          | Viena                           | Àustria               |
| {\displaystyle {\mathfrak {P}}^{34}}                      | 650     | 1 Corintis 16; 2 Corintis 5,10-11                                                                            | Biblioteca Nacional d'Àustria                                                                      | Pap. G. 39784                               | Viena                           | Àustria               |
| {\displaystyle {\mathfrak {P}}^{35}}                      | 350(?)  | Evangeli segons Mateu 25                                                                                     | Biblioteca Laurenziana                                                                             | PSI 1                                       | Florència                       | Itàlia                |
| {\displaystyle {\mathfrak {P}}^{22}}                      | 550     | Evangeli segons Joan 3                                                                                       | Biblioteca Laurenziana                                                                             | PSI 3                                       | Florència                       | Itàlia                |
| {\displaystyle {\mathfrak {P}}^{37}}                      | 300     | Evangeli segons Mateu 26                                                                                     | Universitat de Michigan                                                                            | P. Mich. 137; Inv. 1570                     | Ann Arbor Michigan              | Estats Units          |
| {\displaystyle {\mathfrak {P}}^{38}}                      | 300     | Fets dels apòstols 18-19                                                                                     | Universitat de Michigan                                                                            | P. Mich. 138; Inv. 1571                     | Ann Arbor Michigan              | Estats Units          |
| {\displaystyle {\mathfrak {P}}^{39}}                      | 250     | Evangeli segons Joan 8                                                                                       | Green Collection                                                                                   | P. Oxi. 1780; Inv. 8864                     | Rochester Nova York             | Estats Units          |
| {\displaystyle {\mathfrak {P}}^{40}}                      | 250     | Epístola als Romans 1-4,6,9                                                                                  | Institut de Papirologia Universitat de Heidelberg                                                  | P. Bad. 57; Inv. 45                         | Heidelberg                      | Alemanya              |
| {\displaystyle {\mathfrak {P}}^{41}}                      | 750     | Fets dels apòstols 17-22                                                                                     | Biblioteca Nacional d'Àustria                                                                      | Pap. K. 7541-48                             | Viena                           | Àustria               |
| {\displaystyle {\mathfrak {P}}^{42}}                      | 700     | Evangeli segons Lluc 1-2                                                                                     | Biblioteca Nacional d'Àustria                                                                      | Pap. K. 8706                                | Viena                           | Àustria               |
| {\displaystyle {\mathfrak {P}}^{43}}                      | 600     | Apocalipsi 2,15-16                                                                                           | British Library                                                                                    | Inv. 2241                                   | Londres                         | Gran Bretanya         |
| {\displaystyle {\mathfrak {P}}^{44a}}                     | 600     | Evangeli segons Joan 10                                                                                      | Metropolitan Museum of Art                                                                         | Inv. 14. 1. 527, 1 fol                      | Nova York                       | Estats Units          |
| {\displaystyle {\mathfrak {P}}^{44b}}                     | 600     | Evangeli segons Mateu 17-18,25; Joan 9,12                                                                    | Metropolitan Museum of Art                                                                         | Inv. 14. 1. 527                             | Nova York                       | Estats Units          |
| {\displaystyle {\mathfrak {P}}^{45}}                      | 250     | Evangeli segons Mateu 20-21,25-26; Marc 4-9,11-12; Evangeli segons Lluc 6-7,9-14; Joan 4-5,10-11; Actes 4-17 | Biblioteca Chester Beatty Biblioteca Nacional d'Àustria                                            | Papir Chester Beatty Pap. g. 31974          | Dublín Viena                    | Irlanda Àustria       |
| {\displaystyle {\mathfrak {P}}^{46}}                      | 200     | Rom. 5-6,8-16; 1 Cor.; 2 Cor.; Gal.; Efesis; Filip.; Col.; 1 Tes.; Hebr.                                     | Biblioteca Chester Beatty Universitat de Michigan                                                  | Papir Chester Beatty II Inv. 6238           | Dublín Ann Arbor Michigan       | Irlanda Estats Units  |
| {\displaystyle {\mathfrak {P}}^{47}}                      | 250     | Apocalipsi 9-17                                                                                              | Biblioteca Chester Beatty                                                                          | P. Chest. B. III                            | Dublín                          | Irlanda               |
| {\displaystyle {\mathfrak {P}}^{48}}                      | 250     | Fets dels apòstols 23                                                                                        | Biblioteca Laurenziana                                                                             | PSI 1165                                    | Florència                       | Itàlia                |
| {\displaystyle {\mathfrak {P}}^{49}}                      | 250     | Epístola als Efesis 4-5                                                                                      | Biblioteca de la Universitat Yale                                                                  | P. 415                                      | New Haven Connecticut           | Estats Units          |
| {\displaystyle {\mathfrak {P}}^{50}}                      | 400     | Fets dels apòstols 8,10                                                                                      | Biblioteca de la Universitat Yale                                                                  | P. 1543                                     | New Haven Connecticut           | Estats Units          |
| {\displaystyle {\mathfrak {P}}^{51}}                      | 400     | Epístola als Gàlates 1                                                                                       | Ashmolean Museum                                                                                   | P. Oxi. 2157                                | Oxford                          | Gran Bretanya         |
| {\displaystyle {\mathfrak {P}}^{52}}                      | 125     | Evangeli segons Joan 18                                                                                      | Bibliothèque de l'université John Rylands                                                          | Gr. P. 457                                  | Manchester                      | Gran Bretanya         |
| {\displaystyle {\mathfrak {P}}^{53}}                      | 250     | Evangeli segons Mateu 26; Actes 9-10                                                                         | Universitat de Michigan                                                                            | Inv. 6652                                   | Ann Arbor Michigan              | Estats Units          |
| {\displaystyle {\mathfrak {P}}^{54}}                      | 500     | Epístola de Jaume 2-3                                                                                        | Princeton University Library                                                                       | P. Princ. 15; Garrett Depots 7742           | Princeton New Jersey            | Estats Units          |
| {\displaystyle {\mathfrak {P}}^{55}}                      | 600     | Evangeli segons Joan 1                                                                                       | Biblioteca Nacional d'Àustria                                                                      | Pap. G. 26214                               | Viena                           | Àustria               |
| {\displaystyle {\mathfrak {P}}^{56}}                      | 500     | Fets dels apòstols 1                                                                                         | Biblioteca Nacional d'Àustria                                                                      | Pap. G. 19918                               | Viena                           | Àustria               |
| {\displaystyle {\mathfrak {P}}^{57}}                      | 400     | Fets dels apòstols 4-5                                                                                       | Biblioteca Nacional d'Àustria                                                                      | Pap. G. 26020                               | Viena                           | Àustria               |
| {\displaystyle {\mathfrak {P}}^{58}={\mathfrak {P}}^{33}} | 550     | Fets dels apòstols 7,15                                                                                      | Biblioteca Nacional d'Àustria                                                                      | Pap. G. 17973, 26133, 35831, 39783          | Viena                           | Àustria               |
| {\displaystyle {\mathfrak {P}}^{59}}                      | 650     | Evangeli segons Joan 1-2,11-12,17-18,21                                                                      | Pierpont Morgan Library                                                                            | P. Colt 3                                   | Nova York                       | Estats Units          |
| {\displaystyle {\mathfrak {P}}^{60}}                      | 650     | Evangeli segons Joan 16-19                                                                                   | Pierpont Morgan Library                                                                            | P. Colt 4                                   | Nova York                       | Estats Units          |
| {\displaystyle {\mathfrak {P}}^{61}}                      | 700     | Romans 16; 1 Corinthiens 1,5; Filipencs 3; Colossencs 1,4; 1 Tessalonicencs 1; Titus 3; Filemó               | Pierpont Morgan Library                                                                            | P. Colt 5                                   | Nova York                       | Estats Units          |
| {\displaystyle {\mathfrak {P}}^{62}}                      | 350     | Evangeli segons Mateu 11                                                                                     | Biblioteca de la Universitat d'Oslo                                                                | Inv. 1661                                   | Oslo                            | Noruega               |
| {\displaystyle {\mathfrak {P}}^{63}}                      | 500     | Evangeli segons Joan 3-4                                                                                     | Staatliche Museen                                                                                  | Inv. 11914                                  | Berlín                          | Alemanya              |
| {\displaystyle {\mathfrak {P}}^{64}={\mathfrak {P}}^{67}} | 200     | Evangeli segons Mateu 3,5,26                                                                                 | Magdalen College (Oxford) Monestir de Montserrat, fins al 2001 a la Fundació Sant Lluc Evangelista | Gr. 18 Inv. I                               | Oxford Barcelona                | Gran Bretanya Espanya |
| {\displaystyle {\mathfrak {P}}^{65}}                      | 250     | Primera Epístola als Tessalonicencs 1-2                                                                      | Museu Arqueològic Nacional de Florència                                                            | PSI 1373                                    | Florència                       | Itàlia                |
| {\displaystyle {\mathfrak {P}}^{66}}                      | 200     | Evangeli segons Joan                                                                                         | Biblioteca Bodmeriana                                                                              | Papirs Bodmer II                            | Cologny, Gènova                 | Suïssa                |
| {\displaystyle {\mathfrak {P}}^{67}={\mathfrak {P}}^{64}} | 200     | Evangeli segons Mateu 3,5,26                                                                                 | Magdalen College (Oxford) Fondation de Saint Luc Évangéliste                                       | Gr. 18 Inv. I                               | Oxford Barcelona                | Gran Bretanya Espanya |
| {\displaystyle {\mathfrak {P}}^{68}}                      | 650(?)  | Primera Epístola als Corintis 4-5                                                                            | Biblioteca Nacional de Rússia                                                                      | Gr. 258B                                    | Sant Petersburg                 | Rússia                |
| {\displaystyle {\mathfrak {P}}^{69}}                      | 250     | Evangeli segons Lluc 22                                                                                      | Ashmolean Museum                                                                                   | P. Oxi. 2383                                | Oxford                          | Gran Bretanya         |
| {\displaystyle {\mathfrak {P}}^{70}}                      | 250     | Evangeli segons Mateu 2-3,11-12,24                                                                           | Ashmolean Museum Museu Arqueològic Nacional de Florència                                           | P. Oxi. 2384 CNR 419, 420                   | Oxford Florència                | Gran Bretanya Itàlia  |
| {\displaystyle {\mathfrak {P}}^{71}}                      | 350     | Evangeli segons Mateu 19                                                                                     | Ashmolean Museum                                                                                   | Oxirrinc 2385                               | Oxford                          | Gran Bretanya         |
| {\displaystyle {\mathfrak {P}}^{72}}                      | 300     | 1 Pere; 2 Pere; Judes                                                                                        | Biblioteca Bodmeriana                                                                              | Papirs Bodmer VII, VIII                     | Cologny, Gènova                 | Suïssa                |
| {\displaystyle {\mathfrak {P}}^{73}}                      | 650     | Evangeli segons Mateu 25-26                                                                                  | Biblioteca Bodmeriana                                                                              | Papirs Bodmer L                             | Cologny, Gènova                 | Suïssa                |
| {\displaystyle {\mathfrak {P}}^{74}}                      | 650     | Fets; Jaume; 1 Pere 1-3; 2 Pere 2-3; 1 Joan; 2 Joan; 3 Joan                                                  | Biblioteca Vaticana                                                                                | Papirs Bodmer XVII                          | Ciutat del Vaticà               | Ciutat del Vaticà     |
| {\displaystyle {\mathfrak {P}}^{75}}                      | 175-225 | Lluc 3-18,22-24; Joan 1-15                                                                                   | Biblioteca Vaticana                                                                                | Papirs Bodmer XIV, XV                       | Ciutat del Vaticà               | Ciutat del Vaticà     |
| {\displaystyle {\mathfrak {P}}^{76}}                      | 550     | Evangeli segons Joan 4                                                                                       | Biblioteca Nacional d'Àustria                                                                      | Pap. G. 36102                               | Viena                           | Àustria               |
| {\displaystyle {\mathfrak {P}}^{77}}                      | 200     | Evangeli segons Mateu 23                                                                                     | Ashmolean Museum                                                                                   | P. Oxi. 2683                                | Oxford                          | Gran Bretanya         |
| {\displaystyle {\mathfrak {P}}^{78}}                      | 300     | Epístola de Judes                                                                                            | Ashmolean Museum                                                                                   | P. Oxi. 2684                                | Oxford                          | Gran Bretanya         |
| {\displaystyle {\mathfrak {P}}^{79}}                      | 650     | Epístola als Hebreus 10                                                                                      | Staatliche Museen                                                                                  | Inv. 6774                                   | Berlín                          | Alemanya              |
| {\displaystyle {\mathfrak {P}}^{80}}                      | 250     | Evangeli segons Joan 3                                                                                       | Monestir de Montserrat, fins al 2001 a la Fundació Sant Lluc Evangelista                           | Inv. 83                                     | Barcelona                       | Espanya               |
| {\displaystyle {\mathfrak {P}}^{81}}                      | 350     | Primera Epístola de Pere 2-3                                                                                 | Professor Sergio Daris, Universitat de Trieste                                                     | Inv. 20                                     | Trieste                         | Itàlia                |
| {\displaystyle {\mathfrak {P}}^{82}}                      | 400     | Evangeli segons Lluc 7                                                                                       | Universitat d'Estrasburg                                                                           | Gr. 2677                                    | Estrasburg                      | França                |
| {\displaystyle {\mathfrak {P}}^{83}}                      | 550     | Evangeli segons Mateu 20,23-24                                                                               | Biblioteca de la Universitat Catòlica de Lovaina                                                   | P. A. M. Kh. Mird 16, 29                    | Universitat Catòlica de Lovaina | Bèlgica               |
| {\displaystyle {\mathfrak {P}}^{84}}                      | 550     | Marc 2,6; Joan 5,17                                                                                          | Universitat Catòlica de Lovaina                                                                    | P. A. M. Kh. Mird 4, 11                     | Lovaina                         | Bèlgica               |
| {\displaystyle {\mathfrak {P}}^{85}}                      | 400     | Apocalipsi 9-10                                                                                              | Universitat d'Estrasburg                                                                           | Gr. 1028                                    | Estrasburg                      | França                |
| {\displaystyle {\mathfrak {P}}^{86}}                      | 350     | Evangeli segons Mateu 5                                                                                      | Institut für Altertumskunde Universitat de Colònia                                                 | Theol. 5516                                 | Colònia                         | Alemanya              |
| {\displaystyle {\mathfrak {P}}^{87}}                      | 250     | Epístola a Filemó                                                                                            | Universitat de Colònia                                                                             | Theol. 12                                   | Colònia                         | Alemanya              |
| {\displaystyle {\mathfrak {P}}^{88}}                      | 350     | Evangeli segons Marc 2                                                                                       | Universitat Catòlica del Sagrat Cor                                                                | Inv. 69.24                                  | Milà                            | Itàlia                |
| {\displaystyle {\mathfrak {P}}^{89}}                      | 350     | Epístola als Hebreus 6                                                                                       | Biblioteca Laurenziana                                                                             | PL III/292                                  | Florència                       | Itàlia                |
| {\displaystyle {\mathfrak {P}}^{90}}                      | 150     | Evangeli segons Joan 18-19                                                                                   | Ashmolean Museum                                                                                   | P. Oxi. 3523; 65 6 B. 32/M (3-5)a           | Oxford                          | Gran Bretanya         |
| {\displaystyle {\mathfrak {P}}^{91}}                      | 250     | Fets dels Apòstols 2-3                                                                                       | Universitat Macquarie                                                                              | inv. 360                                    | Sydney                          | Austràlia             |
| {\displaystyle {\mathfrak {P}}^{92}}                      | 300     | Epístola als Efesis 1; 2 Tessalonicencs 1                                                                    | Museu d'Antiguitats Egípcies                                                                       | PNarmuthis 69.39a/229a                      | El Caire                        | Egipte                |
| {\displaystyle {\mathfrak {P}}^{93}}                      | 450     | Evangeli segons Joan 13                                                                                      | Museu Arqueològic Nacional de Florència                                                            | PSI 108                                     | Florència                       | Itàlia                |
| {\displaystyle {\mathfrak {P}}^{94}}                      | 500     | Epístola als Romans 6                                                                                        | Museu d'Antiguitats Egípcies                                                                       | P. Cair. 10730                              | El Caire                        | Egipte                |
| {\displaystyle {\mathfrak {P}}^{95}}                      | 250     | Evangeli segons Joan 5                                                                                       | Biblioteca Laurenziana                                                                             | PL II/31                                    | Florència                       | Itàlia                |
| {\displaystyle {\mathfrak {P}}^{96}}                      | 550     | Evangeli segons Mateu 3                                                                                      | Biblioteca Nacional d'Àustria                                                                      | Pap. K 7244                                 | Viena                           | Àustria               |
| {\displaystyle {\mathfrak {P}}^{97}}                      | 600     | Evangeli segons Lluc 14                                                                                      | Biblioteca Chester Beatty                                                                          | p. Chester B. XVII                          | Dublín                          | Irlanda               |
| {\displaystyle {\mathfrak {P}}^{98}}                      | 150(?)  | Apocalipsi 1                                                                                                 | Institut français d'archéologie orientale                                                          | P. IFAO inv. 237b                           | El Caire                        | Egipte                |
| {\displaystyle {\mathfrak {P}}^{99}}                      | 400     | Glossaris, mots i frases: Romans, 2 Corintis, Galates i Efesis.                                              | Biblioteca Chester Beatty                                                                          | P. Chester B. Ac. 1499, fol 11-14           | Dublín                          | Irlanda               |
| {\displaystyle {\mathfrak {P}}^{100}}                     | 300     | Epístola de Jaume 3-5                                                                                        | Ashmolean Museum                                                                                   | P. Oxi. 4449                                | Oxford                          | Gran Bretanya         |
| {\displaystyle {\mathfrak {P}}^{101}}                     | 250     | Evangeli segons Mateu 3-4                                                                                    | Ashmolean Museum                                                                                   | P. Oxi. 4401                                | Oxford                          | Gran Bretanya         |
| {\displaystyle {\mathfrak {P}}^{102}}                     | 300     | Evangeli segons Mateu 4                                                                                      | Ashmolean Museum                                                                                   | P. Oxi. 4402                                | Oxford                          | Gran Bretanya         |
| {\displaystyle {\mathfrak {P}}^{103}}                     | 200     | Evangeli segons Mateu 13-14                                                                                  | Ashmolean Museum                                                                                   | P. Oxi. 4403                                | Oxford                          | Gran Bretanya         |
| {\displaystyle {\mathfrak {P}}^{104}}                     | 150     | Evangeli segons Mateu 21                                                                                     | Ashmolean Museum                                                                                   | P. Oxi. 4404                                | Oxford                          | Gran Bretanya         |
| {\displaystyle {\mathfrak {P}}^{105}}                     | 500     | Evangeli segons Mateu 27-28                                                                                  | Ashmolean Museum                                                                                   | P. Oxi. 4406                                | Oxford                          | Gran Bretanya         |
| {\displaystyle {\mathfrak {P}}^{106}}                     | 250     | Evangeli segons Joan 1                                                                                       | Ashmolean Museum                                                                                   | P. Oxi. 4445                                | Oxford                          | Gran Bretanya         |
| {\displaystyle {\mathfrak {P}}^{107}}                     | 250     | Evangeli segons Joan 17                                                                                      | Ashmolean Museum                                                                                   | P. Oxi. 4446                                | Oxford                          | Gran Bretanya         |
| {\displaystyle {\mathfrak {P}}^{108}}                     | 250     | Evangeli segons Joan 17/18                                                                                   | Ashmolean Museum                                                                                   | P. Oxi. 4447                                | Oxford                          | Gran Bretanya         |
| {\displaystyle {\mathfrak {P}}^{109}}                     | 250     | Evangeli segons Joan 21                                                                                      | Ashmolean Museum                                                                                   | P. Oxi. 4448                                | Oxford                          | Gran Bretanya         |
| {\displaystyle {\mathfrak {P}}^{110}}                     | 300     | Epístola de Jaume 3/4                                                                                        | Ashmolean Museum                                                                                   | P. Oxi. 4449                                | Oxford                          | Gran Bretanya         |
| {\displaystyle {\mathfrak {P}}^{111}}                     | 250     | Evangeli segons Lluc 17                                                                                      | Ashmolean Museum                                                                                   | P. Oxi. 4495                                | Oxford                          | Gran Bretanya         |
| {\displaystyle {\mathfrak {P}}^{112}}                     | 450     | Fets dels Apòstols 26-27                                                                                     | Ashmolean Museum                                                                                   | P. Oxi. 4496                                | Oxford                          | Gran Bretanya         |
| {\displaystyle {\mathfrak {P}}^{113}}                     | 250     | Epístola als Romans 2                                                                                        | Ashmolean Museum                                                                                   | P. Oxi. 4497                                | Oxford                          | Gran Bretanya         |
| {\displaystyle {\mathfrak {P}}^{114}}                     | 250     | Epístola als Hebreus 1                                                                                       | Ashmolean Museum                                                                                   | P. Oxi. 4498                                | Oxford                          | Gran Bretanya         |
| {\displaystyle {\mathfrak {P}}^{115}}                     | 300     | Apocalipsi 2-3,5-6,8-15                                                                                      | Ashmolean Museum                                                                                   | P. Oxi. 4499                                | Oxford                          | Gran Bretanya         |
| {\displaystyle {\mathfrak {P}}^{116}}                     | 600     | Epístola als Hebreus 2-3                                                                                     | Biblioteca Nacional d'Àustria                                                                      | P. Vindob. G 42417                          | Viena                           | Àustria               |
| {\displaystyle {\mathfrak {P}}^{117}}                     | 400     | Segona Epístola als Corintis 7                                                                               | State Museum                                                                                       | Inv. 1002                                   | Hamburg                         | Alemanya              |
| {\displaystyle {\mathfrak {P}}^{118}}                     | 250     | Epístola als Romans 15-16                                                                                    | Institut für Altertumskunde Universitat de Colònia                                                 | Inv. 10311                                  | Colònia                         | Alemanya              |
| {\displaystyle {\mathfrak {P}}^{119}}                     | 250     | Evangeli segons Joan 1                                                                                       | Ashmolean Museum                                                                                   | P. Oxi. 4803                                | Oxford                          | Gran Bretanya         |
| {\displaystyle {\mathfrak {P}}^{120}}                     | 350     | Evangeli segons Joan 1                                                                                       | Ashmolean Museum                                                                                   | P. Oxi. 4804                                | Oxford                          | Gran Bretanya         |
| {\displaystyle {\mathfrak {P}}^{121}}                     | 250     | Evangeli segons Joan 19                                                                                      | Ashmolean Museum                                                                                   | P. Oxi. 4805                                | Oxford                          | Gran Bretanya         |
| {\displaystyle {\mathfrak {P}}^{122}}                     | 400     | Evangeli segons Joan 21                                                                                      | Ashmolean Museum                                                                                   | P. Oxi. 4806                                | Oxford                          | Gran Bretanya         |
| {\displaystyle {\mathfrak {P}}^{123}}                     | 350     | Primera Epístola als Corintis 14-15                                                                          | Ashmolean Museum                                                                                   | P. Oxi. 4844                                | Oxford                          | Gran Bretanya         |
| {\displaystyle {\mathfrak {P}}^{124}}                     | 550     | Segona Epístola als Corintis 11                                                                              | Ashmolean Museum                                                                                   | P. Oxi. 4845                                | Oxford                          | Gran Bretanya         |
| {\displaystyle {\mathfrak {P}}^{125}}                     | 300     | 1 Pere 1,23-2,5; 2,7-12                                                                                      | Ashmolean Museum                                                                                   | P. Oxi. 4934                                | Oxford                          | Gran Bretanya         |
| {\displaystyle {\mathfrak {P}}^{126}}                     | 350     | Hebreus 13,12-13.19-20                                                                                       | Museu Arqueològic Nacional de Florència                                                            | PSI inv. 1479                               | Florència                       | Itàlia                |